# Rieko Yauchi
 (mai 2023).
Rieko Yauchi (矢内理絵子, Yauchi Rieko) est une joueuse professionnelle japonaise de shogi née le 10 janvier 1980 à Gyōda. 
Elle a remporté trois titres consécutifs de Meijin féminin de 2005 à 2007. Elle a obtenu le premier titre à dix-sept ans lors de la finale du Meijin féminin 2005 en battant Ichiyo Shimizu 3 à 0, qui avait remporté neuf fois le tournoi shogi féminin de 1987 à 2004 et perdu seulement deux fois parmi ses vingt dernières parties.
Elle a le grade de cinquième dan féminin depuis 2014.

## Palmarès
Rieko Yauchi a disputé 18 finales et remporté six titres majeurs.
| Titre                                        | Victoires        | Finales perdues              |
| -------------------------------------------- | ---------------- | ---------------------------- |
| Meijin féminin (ja)                          | 2005, 2006; 2007 | 2008                         |
| Ōshō féminin (ja)                            |                  | 2001, 2008                   |
| Ōi féminin (ja)                              | 1997             | 1995, 1998, 2004             |
| Coupe Kurashiki Tōka (ja)                    |                  | 1999, 2000, 2002, 2005, 2012 |
| Open féminin Mynavi (ja) (Mynavi Joshi Open) | 2008, 2009       | 2010                         |